# 올레크 치르쿠노프

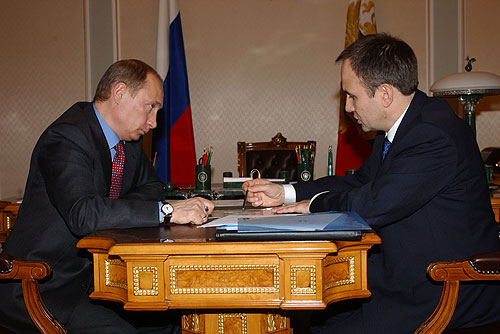
2005

올레크 아나톨레비치 치르쿠노프(러시아어: Олег Анатольевич Чиркунов, 1958년 11월 15일 ~ )는 소비에트 연방의 정치인이었다. 1958년 11월 15일에는 키로프스크에서 태어났다.
2005년부터는 페름 주의 주지사에서 페름 지방의 지사가 되었다.